# Jonathan Levi
Jonathan Levi, född 23 januari 1996, är en svensk fotbollsspelare som spelar för ungerska Ferencvaros. Han spelar främst som mittfältare.

## Karriär
Levi kommer från orten Glumslöv i Landskrona kommun. Han gjorde 2-0-målet när Landskrona BoIS slog ut Malmö FF ur Svenska cupen med 3-1 den 25 augusti 2016.
Levi presenterades för den norska storklubben Rosenborg BK den 8 juli 2017, dit han blev värvad från Östers IF. Den 8 februari 2019 lånades Levi ut till IF Elfsborg på ett låneavtal över säsongen 2019.
Den 2 februari 2020 värvades Levi av IFK Norrköping.
I januari 2023 värvades Levi av ungerska Puskás Akadémia, där han skrev på ett 2,5-årskontrakt.